# Dorylaimus laetificans
Dorylaimus laetificans is een rondwormensoort. De wetenschappelijke naam van de soort is voor het eerst geldig gepubliceerd in 1956 door Andrássy.